# The Blue Nile
The Blue Nile ist eine britische Pop-Band.

## Geschichte
Gegründet wurde die Band 1981 in Glasgow von den drei Schulfreunden Paul Buchanan, Robert Bell und Paul Joseph Moore. Zu diesem Kern gehören noch der Schlagzeuger Nigel Thomas und der Soundmixer Calum Malcolm.
In den über 30 Jahren seit Gründung haben The Blue Nile bisher lediglich vier Alben veröffentlicht (David Jeffries bezeichnete sie deswegen als „elegante Transäcke“).
Zuerst spielte die Band ausschließlich Coverversionen alter Stücke. 1981 wurde die erste eigene Single I Love This Life veröffentlicht, die jedoch wenig Beachtung fand. Das änderte sich mit Erscheinen der zweiten Single Stay und dem Debütalbum A Walk Across the Rooftops im Jahr 1984. Erscheinen konnte die Schallplatte erst durch die britische HiFi-Firma Linn, die Referenzaufnahmen für ihre High-End-Anlagen suchte und schließlich eine eigene Plattenfirma gründete, um A Walk Across the Rooftops herausbringen zu können. Die Platte wurde von den Kritikern mit Lob überschüttet, was dazu führte, dass die Band fast komplett von der Bildfläche verschwand. In den britischen LP-Charts erreichte sie Platz 80.
Die Band ist seit jeher für ihre langsame Veröffentlichungspolitik bekannt, die vier Alben der Band erschienen jeweils in einem Abstand von mindestens fünf Jahren. Paul Buchanan äußerte sich dazu im Rolling Stone:

„Ich musste lernen, gelassen zu sein. Wir wollten nicht, dass in unserer Band alles so lange dauert. Doch schon nach dem ersten Album wurden die Dinge schwierig. Es hat nicht so viel Zeit gebraucht, Alben aufzunehmen – es hat so viel Zeit gebraucht, sie nicht aufzunehmen. Wir waren mutig genug nur Musik zu veröffentlichen, hinter der wir stehen konnten.“

Die zweite LP erschien dann erst 1989, auch wieder bei Linn. Dieses Mal wurde der Geschmack einer noch breiteren Schicht getroffen: Hats erreichte Platz 12 der UK-Charts. Im darauffolgenden Jahr erfolgte eine heute legendäre Tournee mit über 30 Auftritten in den USA, Irland und Großbritannien. In New York spielten sie zusammen mit Rickie Lee Jones.
Danach erfolgten Gastauftritte bei Robbie Robertson und Annie Lennox, bevor es wiederum sehr ruhig um die Gruppe wurde. Das änderte sich erst wieder 1996, als das dritte Album Peace at Last erschien, diesmal bei dem Major Label Warner Brothers. Diese Scheibe wurde von der Fachzeitschrift AUDIO als „wahrhaft magisches Meisterwerk“ bedacht. In den englischen Charts stieg sie auf Platz 13 ein. Doch auch diesmal blieb ihnen ein größerer Erfolg verwehrt.
Nachdem es über Jahre angekündigt wurde, erschien dann im September 2004 mit High das vierte Album der Schotten, das sich vier Wochen in den britischen Albumcharts hielt (Platz 10).
Paul Buchanan sang in der Zwischenzeit sowohl auf dem Peter-Gabriel-Soundtrack OVO für die Millennium Dome Show von 2000 mit (u. a. gemeinsam mit Elizabeth Fraser von den Cocteau Twins) sowie auf der CD Red Book von Texas (2005), woraus der gemeinsame Song Sleep als Single ausgekoppelt wurde.
Daneben war Paul Buchanan als Songwriter erfolgreich und schrieb Titel u. a. für Tom Jones, Isaac Hayes, Melanie C, Julian Lennon und Joe Cocker.
2005 verließ Paul Joseph Moore die Band. Buchanan äußerte sich hierzu im Rolling Stone:

„Ich erinnere mich, ihn nach einem Konzert nach Hause gebracht zu haben – wir packten die Gitarrenkoffer aus, und er sagte, das war’s dann, und ich sagte, ja, das war’s. Dann war er weg, und nach ein paar Jahren dachten wir, hm, er kommt wohl wirklich nicht wieder.“

Die Band existiert jedoch auch ohne Moore weiterhin, Buchanan schließt auch ein weiteres Studioalbum nicht aus. 2012 veröffentlichte Paul Buchanan sein erstes Soloalbum Mid Air. Das Album erhielt positive Kritiken und wurde von mehreren Kritikern zu den besten Alben des Jahres gezählt. Mid Air beinhaltet melancholische, von Piano und Gesang getragene Songs, die stark von dem Tod eines Freundes Buchanans beeinflusst wurden. Im selben Jahr wurden die ersten beiden Studioalben der Band neu aufgelegt. Das dritte Studioalbum Peace at Last soll in einer remasterten Version im März 2014 erscheinen.

## Diskografie

### Alben
| Jahr | Titel Musiklabel                | Höchstplatzierung, Gesamtwochen, AuszeichnungChartsChartplatzierungen (Jahr, Titel, Musiklabel, Platzierungen, Wochen, Auszeichnungen, Anmerkungen) | Anmerkungen                                                        |
| Jahr | Titel Musiklabel                | UK | Anmerkungen                                                        |
| ---- | ------------------------------- | --- | ------------------------------------------------------------------ |
| 1984 | A Walk Across the Rooftops Linn | UK80 (2 Wo.)UK | Erstveröffentlichung: 30. April 1984                               |
| 1989 | Hats Linn                       | UK12 (4 Wo.)UK | Erstveröffentlichung: 16. Oktober 1989                             |
| 1996 | Peace at Last Warner            | UK13 (5 Wo.)UK |                                                                    |
| 2004 | High Sanctuary                  | UK10 (4 Wo.)UK | Wiederveröffentlichung 2020 bei Confetti (Wiedereinstieg Platz 74) |

### Singles
| Jahr | Titel Album                                       | Höchstplatzierung, Gesamtwochen, AuszeichnungChartsChartplatzierungen (Jahr, Titel, Album, Platzierungen, Wochen, Auszeichnungen, Anmerkungen) | Anmerkungen                              |
| Jahr | Titel Album                                       | UK | Anmerkungen                              |
| ---- | ------------------------------------------------- | --- | ---------------------------------------- |
| 1984 | Tinseltown in the Rain A Walk Across the Rooftops | UK87 (4 Wo.)UK |                                          |
| 1984 | Stay A Walk Across the Rooftops                   | UK97 (1 Wo.)UK |                                          |
| 1989 | The Downtown Lights Hats                          | UK67 (3 Wo.)UK | Erstveröffentlichung: 11. September 1989 |
| 1990 | Headlights on the Parade Hats                     | UK72 (4 Wo.)UK | Erstveröffentlichung: 17. September 1990 |
| 1991 | Saturday Night Hats                               | UK50 (3 Wo.)UK | Erstveröffentlichung: Januar 1991        |
| 1996 | Happiness Peace at Last                           | UK82 (2 Wo.)UK |                                          |
| 2004 | I Would Never High                                | UK52 (2 Wo.)UK |                                          |

Weitere Singles
- 1981: I Love This Life

### Paul Buchanan solo
- Mid Air (2012, Newsroom)